# .tz

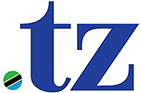

.tz ist die länderspezifische Top-Level-Domain (ccTLD) des Staates Tansania. Sie wurde am 14. Juli 1995 eingeführt und wird vom Tanzania Network Information Centre verwaltet. Für den operativen Betrieb ist die Universität Daressalam zuständig.
Nach offiziellen Angaben verzeichnet .tz über 20 akkreditierte Registrare, die Vergabekriterien sind nicht öffentlich bekannt. Neben .tz existiert die Second-Level-Domain .co.tz, die sich speziell an Unternehmen richtet und als Alternative zu .com angesehen wird. Für gemeinnützige Organisationen gibt es .or.tz.
Für Streitigkeiten um .tz-Domains ist seit dem Jahr 2012 das Schiedsgericht der Weltorganisation für geistiges Eigentum zuständig. Die Vergabestelle hat der WIPO die Aufgabe offiziell übertragen.

## Weblink
- Website der Vergabestelle